# Малберри-стрит (Манхэттен)
Ма́лберри-стрит (англ. Mulberry Street, букв. Шелковичная улица) — одна из улиц Нижнего Манхэттена (Нью-Йорк), центральная улица Маленькой Италии. Своё название улица получила благодаря тутовым деревям, ранее обрамлявшим Mulberry Bend (небольшой изгиб Малберри-стрит).

## Расположение
Малберри-стрит берёт начало у Уорт-стрит и заканчивается у Бликер-стрит. Улица проходит параллельно Бакстер-стрит (западнее) и Мотт-стрит (на востоке). Ранее Малберри-стрит находилась в самом центре трущобного квартала Пять точек.
Участок от Уорт-стрит до Канал-стрит относится к манхэттенскому Чайна-тауну, на отрезке между Канал-стрит и Брум-стрит расположилась Маленькая Италия, а от Брум-стрит начинается район Нолита.

## Достопримечательности

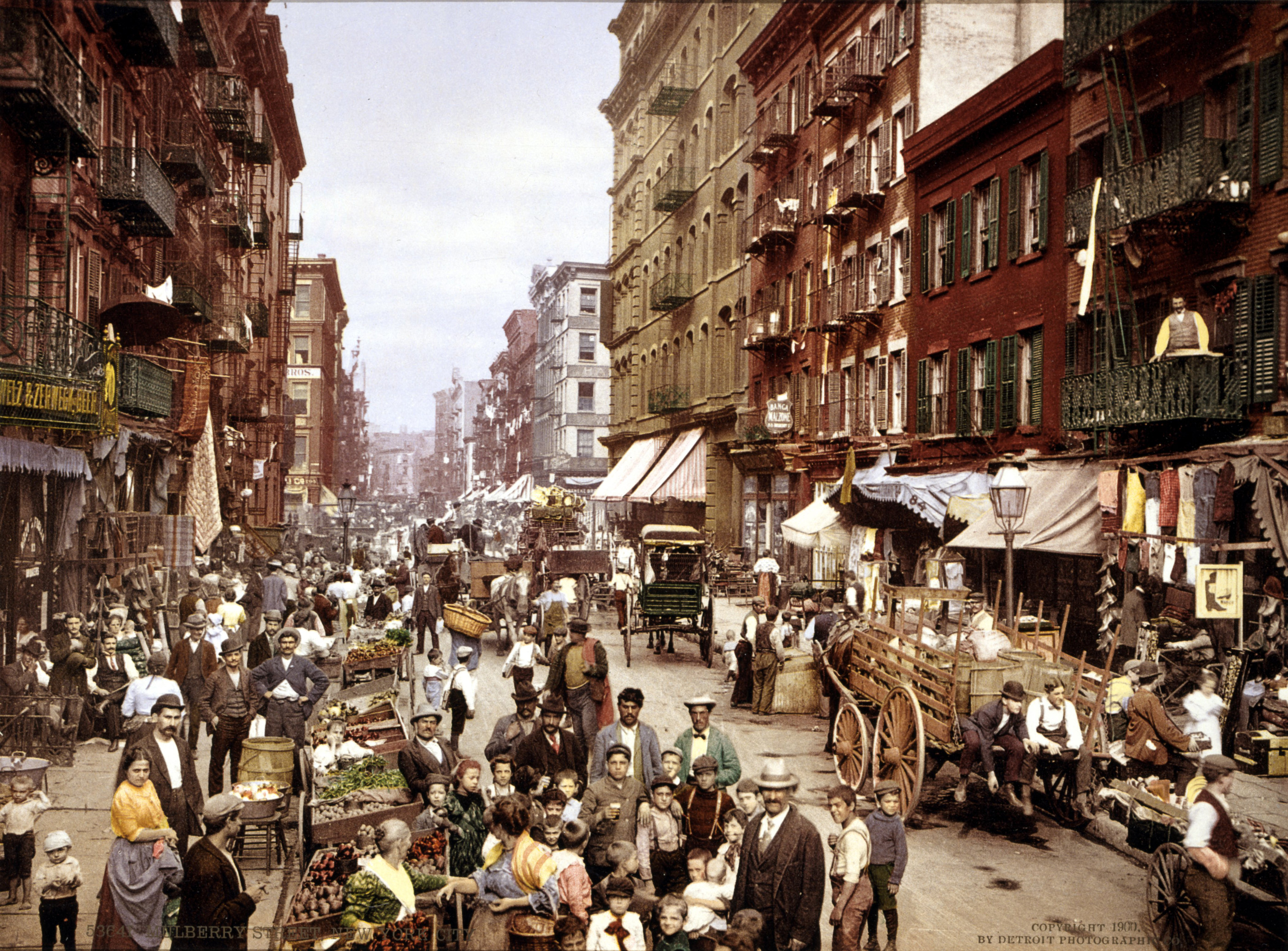
Малберри-стрит в 1900 году

Главной достопримечательностью Малберри-стрит является Маленькая Италия — бывший район проживания италоамериканцев в Нью-Йорке — с большим количеством итальянских ресторанов, кафе и магазинов с сувенирами. Во время ежегодного празднования дня святого Януария на Малберри-стрит перекрывают дорожное движение, и на улице проходит торжественная процессия с уличными празднованиями.
У южного конца улицы находится единственный парк Чайна-тауна Columbus Park, разбитый в 1897 году. Вдоль участка Малберри-стрит у парка расположены несколько китайских похоронных бюро. Далее улица занята продуктовыми лавками и небольшими магазинами, типичными для китайского квартала.
В северной части Малберри-стрит на пересечении с Хаустон-стрит находится Здание Пака, построенное в новом романском стиле. Ранее в нём размещалась редакция юмористического журнала Пак, сейчас это офисное здание, украшенное двумя позолоченными статуями Пака — героя комедии Шекспира «Сон в летнюю ночь». Чуть южнее на Малберри-стрит находятся Собор св. Патрика и Русская католическая церковь св. Михаила.

## Малберри-стрит в культуре
- Фильмы Крёстный Отец I и III содержит несколько сцен, происходящих на Малберри-стрит в разные годы.
- Джазовая композиция Big Man on Mulberry Street (1986) с альбома Билли Джоэла The Bridge.
- Фильм ужасов «Малберри-стрит» (2007).
- В 2021 году в составе альбома Scaled and Icy вышла песня Mulberry Street группы Twenty One Pilots[1].